# Seán Baptist Brady
Seán Baptist Brady (Drumcalpin, 16 de agosto de 1939) é um cardeal da Igreja Católica irlandês e arcebispo emérito de Armagh.
Sean Brady esteve envolvido em reuniões de 1975 em que as crianças eram obrigadas a assinar "acordos de silêncio"', em relação a queixas contra o padre pedófilo Brendan Smyth.  Nos anos seguintes, Smyth abusou de muito mais crianças. 

## Biografia
Estudou na Caulfield National School, em Laragh, no St. Patrick's College, em Cavan, no St. Patrick's College, Maynooth, além de ter estudado e residido no Pontifício Colégio Irlandês de Roma, onde foi ordenado em 22 de fevereiro de 1966, pelo vice-gerente de Roma, Dom Luigi Traglia. Depois estudou na Pontifícia Universidade Lateranense, onde obteve o doutorado em direito canônico em 1967.
Foi professor no St. Patrick's College de Cavan, de 1967 a 1980, quando foi nomeado vice-reitor do Pontifício Colégio Irlandês de Roma, tornando-se seu reitor, cargo que exerceu de 1987 a 1993. Retornou à Irlanda e tornou-se pároco de Castletara, Cavan (Ballyhaise), na diocese de Kilmore, entre 1993 e 1994.
Foi eleito arcebispo coadjutor de Armagh pelo Papa João Paulo II em 13 de dezembro de 1994, sendo consagrado em 19 de fevereiro de 1995, na Catedral Metropolitana de São Patrício de Armagh, pelo cardeal Cahal Brendan Daly, arcebispo de Armagh, coadjuvado por Emmanuel Gerada, núncio apostólico na Irlanda e por Gerard Clifford, bispo-auxiliar de Armagh.
Sucedeu como arcebispo metropolitano de Armagh e Primaz de Toda Irlanda em 1 de outubro de 1996; ele fez a sua entrada solene em 3 de novembro do mesmo ano. Junto, tornou-se presidente da Conferência dos Bispos da Irlanda.
Em 17 de outubro de 2007, foi anunciada a sua criação como cardeal pelo Papa Bento XVI, no Consistório de 24 de novembro, em que recebeu o barrete vermelho e o título de cardeal-presbítero de Santos Ciríaco e Julita.
Em 8 de setembro de 2014, o Papa Francisco aceitou a sua renúncia ao governo pastoral da Arquidiocese de Armagh em conformidade com o cânon 401 § 1 do Código de Direito Canônico.

## Conclaves
- Conclave de 2013 - participou da eleição de Jorge Mario Bergoglio como Papa Francisco.